# 南こうせつ
南 こうせつ（みなみ こうせつ、本名：南 高節、1949年〈昭和24年〉2月13日 - ）は、日本のフォークシンガー・元かぐや姫のリーダー。ベリーファーム所属。
大分県大分市竹中（旧：大分郡竹中村）出身。大分県立大分舞鶴高等学校卒業、明治学院大学社会学部中退。妻はエッセイストの南いくよ（南育代）。
かぐや姫時代に「神田川」が大ヒットし、続けて「赤ちょうちん」「妹」がヒット。解散後のソロ活動においても「夢一夜」「夏の少女」などのヒット曲を生んでいる。現在、大分県杵築市在住。

## 来歴
3人兄弟の三男で、実家は曹洞宗勝光寺。出身地の竹中と言う地名は、かぐや姫の楽曲「ひとりきり」の歌詞にも出てくる（南が作詞を担当）。
芸能界入りのきっかけとして南は『月刊明星』1976年12月号のインタビューで「高校の終わりの頃、友人についてクラウンのオーディションに行ったんだよね。ロビーでチューニングなんかしてるとディレクターの人に『アンタも歌いなさいヨ！』って声かけられたんだ。まさか通るとは思ってなかったけど、通っちゃった！」などと述べている。
1970年4月『最後の世界 / むなしいうた』でソロデビューする。同じ年10月「南高節とかぐや姫」としてベース奏者、大島三平らと『酔いどれかぐや姫』をリリースする。認知度を上げるため、所属事務所の指示で全日本歌謡選手権に出場、4週勝ち抜いた翌週、審査員をしていた竹中労に「フォークをやるならこの番組に出るべきでない」と言われ、落選した。その後山田パンダ、伊勢正三と新生かぐや姫を結成、かぐや姫解散後にソロ活動を開始した。
一時的にかぐや姫を再結成し、吉田拓郎と1975年8月2日ー3日、静岡県掛川市つま恋で、野外オールナイトコンサート「吉田拓郎・かぐや姫 コンサート インつま恋」を開催。
1976年3月、日本武道館で、日本人ソロ・シンガーソングライターとしては初めてのワンマン公演を開催する。同年5月には追加公演も行われた。
1980年代はオールナイトの野外コンサート『サマー・ピクニック』を毎年九州で中心となって開催、多数の観客を集めた。
1983年6月には、フジテレビ系列「ミュージックフェア」にて、ジョン・デンバーとデュエットで「故郷へかえりたい」を歌った。その後2人は親交を深め、翌年琵琶湖で行われた「世界湖沼会議」の前夜祭にてジョンとともにライブを行った。また1990年には、ジョンとのデュエット作品『岩を砕く花のように』を発売している。
海外の「バンド・エイド」や「USAフォー・アフリカ」の影響を受け、南と山本コウタローが中心となり、核兵器廃絶の趣旨等で1986年から1995年までの10年間、広島市でチャリティコンサート「広島ピースコンサート」（「HIROSHIMA 1987-1997」）を開催した。フォークやロックと密接に結びついたチャリティ・コンサートが、初めて日本なりに行なわれたイベントで、多くのミュージシャンが参加し、日本のミュージシャンの社会に対する意識の向上に貢献したと評価される。同コンサートは1995年で一応の終止符を打ったが、南や山本、大友康平らはその後も広島で慰問を続けた。
1993年12月1日に福岡ドーム、12月2日に東京ドームで行なわれたサイモン&ガーファンクルの来日コンサート「Event of a lifetime Tour」東京公演で、前座を務めた。その中で、こうせつ自身が（自身も尊敬する）「サイモン&ガーファンクルの前座で緊張してんだぞ」と発言した。
2009年9月には、こうせつの還暦記念として、つま恋でサマー・ピクニック・コンサートが行われ、約2万人の観客を集めた。
2010年6月13日放送の『ザ☆スター』で、杵築の自宅の広大な土地で気に入った樹木を植えて育てている様子が紹介された。仕事を終えて自宅に戻ると、決まってそれらの樹と話をするという。また、家庭菜園にも勤しんでいると紹介された。さらに同番組で、南の歌声を日本音響研究所で分析したところ、通常人には聞こえない超音波の域まで声が出ていることと、風鈴や梵鐘の音にみられるようなゆらぎがあって、聞く者に癒しを与えるという結果が出た。
2014年1月1日に発売された「3B junior（ももいろクローバーZ・私立恵比寿中学・チームしゃちほこ・たこやきレインボー）」を象徴する歌となる「七色のスターダスト」の作曲を手掛ける。
宝くじ文化公演事業・まちの音楽会では、古筝演奏家の伍芳とジョイント・コンサートを行っている。

## 人物
名前を平仮名表記にしているのは、レコードに印刷された「南高節」という文字を見て、「私はこの『なんこうぶし』という曲を聴いてみたい」と近所に住んでいた老人が発言したから、と本人が「徹子の部屋」や「TALKゲリラ」で説明している（小室等がこうせつの持ってきたデモテープのラベルに「南高節」と書かれていたのを、「なんこうぶし」と読んだというエピソードもある）。

## エピソード
- かつて、大の飛行機嫌いであったため、国内移動ではできる限り陸路を使っていた。過去に飛行機での移動がストレスとなり、あまりの恐怖で手にカビが生えるという奇病にかかったことがある。後に飛行機嫌いは克服している。
- 明治学院大学を中退しているが、上京する理由を作るために大学進学したため、実際にはほとんど通うことなく中退している。
- 現在は大分県杵築市に広大な土地を購入して家族と生活しており、仕事が入れば上京する。それまでは富士山の麓などで生活するが、夫婦共に冬の寒さに限界を感じたのがきっかけで大分県への引っ越しを決意する。2021年、所謂コロナ禍の暗いムードの中「音楽の力で、全国の皆さんに元気になってもらいたい」と『おかえりの唄』（作詞：星野哲郎）を市に無償提供し[14]、公営ケーブルテレビや市内の防災無線（屋外スピーカー）、杵築駅等で各種メロディ・テーマソングとして用いられている[15][16]。
- 大分県内にある明豊中学校・高等学校の校歌を、妻の育代と共に手がけている（育代作詞・こうせつ作曲）。また、杵築市立山香中学校の校歌も手がけている（こちらは作詞・作曲ともにこうせつ）。明豊高校の校歌はニューミュージック調で、硬式野球部が甲子園球場での全国大会・全国高等学校野球選手権大分大会の試合へ出場する際に場内やテレビ・ラジオ中継でこうせつ自身の歌唱音源を流していることから、高校野球ファンにも広く知られている。
- 普段の活動で見せる人の良さとは裏腹に、吉田拓郎より喧嘩が強いらしい。デビュー当時、こうせつの前座を務め、世話になっていた長渕剛の話では、新幹線で移動の際、同じグリーン車両で酒を飲んで横柄な態度をとっていたヤクザに対し、胸座をつかんで「ハイ!! 皆さん、どうも南こうせつでございます。こういう方は許して良いんでしょうか皆さん」と言ったという。このとき長渕は本当に強い人は威圧するような外見や態度を取るような人ではなく普段はやさしく穏やかな人なんだと悟ったという[17]。基本的に他人のコンサートゲストは断る長渕だが、2019年、こうせつの芸能活動50周年コンサートではゲストに駆けつけている[18]。
- 『鶴瓶の家族に乾杯』のロケが在住の杵築市で行われた際、地元住民の一人として出演している[19]。
- 細野晴臣のアルバム『トロピカル・ダンディー』収録曲でかつシングルでも発売された（アルバムと同日発売）「絹街道」に「ホイヤー」というコーラスで参加している。一方、細野も同時期に南のアルバム「かえり道」にエレクトリックベースで参加している。
- 『南こうせつのオールナイトニッポン』でパーソナリティを務めていたとき、ある少女から一通のファンレターが送られてきた。南の大ファンだが、1975年4月12日のかぐや姫解散コンサートに行くことができないとあった。何故なら少女は不治の病に侵されており、この手紙は病院のベッドの上で書かれたものだった。それを収録で読んだ南は「何弱気な事言ってるんだ! 必ず会場に来てくれよ」とマイクを通じてエールを送った。だが数日後、あの少女の友人と名乗る人物から手紙が届いた。「彼女は亡くなりました。でも、今度のコンサートには彼女の写真を持って行きます」と書かれていた。南は涙ながらその手紙を読み、後日コンサートが行われた。当時のコンサートにはラジカセを持ち寄り録音する観客が多く、南のコンサートに訪れた観客たちが「（録音したテープの中の）間奏中に女の子の声がする」とコンサート主催のニッポン放送に電話が殺到した。この話を聞いた南はディレクターに頼み、会場の集音マイクの音源を確認すると、会場の喧噪を遮るように「わたしにも聞かせて」と寂しげな女性の声が入っていた[注 1]。これを聞いた南は号泣し、その一部始終を見聞きしたのが、当時おなじく『オールナイトニッポン』のパーソナリティだった稲川淳二であった。なお、その直後から稲川とその関係者に降りかかる異常事態が怪談『生き人形』であり、作中ではこの南のエピソードを導入部としている[20]。
- 蓮池薫が帰国した直後、自作曲『国境の風』を入れたMDを送り、話題を呼んだ。
- 吉田拓郎の楽曲「野の仏」（『たくろうLIVE'73』収録）の歌詞に登場している。
- OBS大分放送のみで放送される『八鹿酒造の天気予報』のサウンドロゴが、デビュー前の地元ミュージシャンとして活躍していた南こうせつのものとされる。
- オペラ歌手の錦織健が、中学の頃かぐや姫の歌をギターで弾き語りしており、南に憧れていたと語り、ステージで「帰れソレントへ」を2人で歌った。
- 『神田川』など数々の曲を手がけた盟友で作詞家喜多條忠が肺がんのため、2021年11月22日に死去したとの訃報を知り、所属レコード会社日本クラウンを通じて追悼の以下のコメントを出している[21][22][23]。

| 「 | 喜多條さんの体調不良は知っていましたが、こんなに早く亡くなるとは思っていませんでした。奥様からの留守電で訃報を知って驚いています。最後に喜多條さんにお会いしたのは、今年の11月5日。御自宅に伺って、ベッドの上に仰向けのままの喜多條さんと、時に手を握りながら1時間くらい話をしました。『二人でもう一度いい歌を作ろうよ、神田川の次は三途の川じゃないからね』と冗談を言ったり昔話をしながら、喜多條さんは涙を浮かべて微笑んでいました。お互いまだ学生だった頃、喜多條さんは文化放送の新人の放送作家、僕はペーペーのミュージシャンでした。文化放送の近くの喫茶店で二人が意気投合して、いつかきっと青山にでっかいビルを建ててみんなで夢を語れる自由なお城を作ろうよ！と語り合ったのがつい昨日のことのようです。また一人大事な戦友を失い、寂しい気持ちでいっぱいです。僕はこれからもギターを抱えて歌っていくからずっと空から見守っていてください。 さようなら喜多條忠！ | 」 |

- 実家の寺院である勝光寺は、次兄・光洋が継ぐ予定であったが早世し、現在は、東京でサラリーマンをしていた長兄・慧昭（えしょう）が定年退職後に跡を継ぎ、住職を務めている。その長兄は2006年に民教協のドキュメンタリー番組「生きる×2」（大分放送制作）で取り上げられた。また、こうせつ本人も書き下ろし作品『まごころに生きる』『澄みわたる空』を梅花流詠讃歌として奉納した。『まごころに生きる』は2006年札幌市にて、『澄みわたる空』は2017年福井県にて行われた、梅花流全国奉詠大会で披露している。
- 2024年12月31日NHK紅白歌合戦においてブルーリボンバッチを付けて『神田川』を熱唱した[24]。

## ディスコグラフィー

### シングル
| 枚                         | 発売日               | タイトル               | c/w                                          | 形態                 | 規格品番             | オリコン 最高位      |
| 日本クラウン / PANAM       | 日本クラウン / PANAM | 日本クラウン / PANAM   | 日本クラウン / PANAM                         | 日本クラウン / PANAM | 日本クラウン / PANAM | 日本クラウン / PANAM |
| -------------------------- | -------------------- | ---------------------- | -------------------------------------------- | -------------------- | -------------------- | -------------------- |
| 1st                        | 1976年2月10日        | 今日は雨               | たぬき囃子                                   | 7インチシングル      | ZP-12                | 21位                 |
| 2nd                        | 1977年1月25日        | 愛する人へ             | 雪手紙                                       | 7インチシングル      | ZP-22                | 29位                 |
| 3rd                        | 1977年6月5日         | 夏の少女               | 男たちよ                                     | 7インチシングル      | ZP-28                | 32位                 |
| 4th                        | 1978年10月25日       | 夢一夜                 | 君といっしょなら                             | 7インチシングル      | ZP-41                | 3位                  |
| 5th                        | 1979年3月5日         | れくいえむ             | ソルティードック                             | 7インチシングル      | ZP-45                | 27位                 |
| 日本クラウン / ORPLID      |                      |                        |                                              |                      |                      |                      |
| 6th                        | 1979年9月25日        | 旅立つ想い             | ゆっくりゆうやけ こっくりこやけ              | 7インチシングル      | OPL-2                | 51位                 |
| 7th                        | 1980年6月25日        | 海と君と愛の唄         | さびしい椅子                                 | 7インチシングル      | OPL-101              | 50位                 |
| 8th                        | 1980年9月15日        | 思い出にしてしまえるさ | 九州へ帰る友へ                               | 7インチシングル      | OPL-103              |                      |
| キャニオン・レコード / SOH |                      |                        |                                              |                      |                      |                      |
| 9th                        | 1981年3月21日        | ときめき               | デイゴの花                                   | 7インチシングル      | 7A-0062              | 97位                 |
| 10th                       | 1982年1月21日        | 美映子                 | 丘の上の子供たち                             | 7インチシングル      | 7A-0147              | 31位                 |
| 11th                       | 1982年9月5日         | 友ありて               | 多恵                                         | 7インチシングル      | 7A-0209              | 73位                 |
| 12th                       | 1983年2月21日        | 上海エレジー           | さよならにかえて                             | 7インチシングル      | 7A-0251              | 59位                 |
| 13th                       | 1983年8月5日         | 青い旅人               | 帰郷                                         | 7インチシングル      | 7A-0305              |                      |
| 14th                       | 1984年1月21日        | Bye Bye TYO            | プライベート・ソング                         | 7インチシングル      | 7A-0352              |                      |
| 15th                       | 1984年4月5日         | ワイルド・ワン         | ナイス・ゲーム                               | 7インチシングル      | 7A-0365              |                      |
| 16th                       | 1984年10月5日        | ひとときの別れ         | 100万マイル気分                              | 7インチシングル      | 7A-0429              | 46位                 |
| 17th                       | 1985年2月21日        | めぐる春               | 夢のはじまり                                 | 7インチシングル      | 7A-0462              |                      |
| 18th                       | 1985年10月21日       | ゆらめく景色           | イーゼルと長い髪                             | 7インチシングル      | 7A-0528              |                      |
| 19th                       | 1986年2月5日         | Cindy                  | ひとりぼっちのRockin' Girl                   | 7インチシングル      | 7A-0553              |                      |
| 20th                       | 1986年7月5日         | 渚に消えた涙           | ポロシャツの頃                               | 7インチシングル      | 7A-0602              |                      |
| 21st                       | 1986年10月21日       | ふたりの物語           | 旅酔い                                       | 7インチシングル      | 7A-0650              |                      |
| 22nd                       | 1987年5月21日        | 君が泣いた日           | 南の島の少女                                 | 7インチシングル      | 7A-0729              |                      |
| 23rd                       | 1987年9月21日        | 北の旅人               | セレクションに5時                            | 7インチシングル      | 7A-0772              |                      |
| ポニーキャニオン / SOH     |                      |                        |                                              |                      |                      |                      |
| 24th                       | 1990年4月21日        | あの日の空よ           | ヘイヘイマイフレンド                         | 8cmCD                | PCDA-00072           |                      |
| 25th                       | 1991年9月21日        | HARA HARA              | 心の鍵                                       | 8cmCD                | PCDA-00223           |                      |
| 26th                       | 1992年2月21日        | 星のデッキにしゃがんで | 見えない贈物                                 | 8cmCD                | PCDA-00283           |                      |
| 27th                       | 1992年5月21日        | ありがとう             | 愛をこめて〜'91南こうせつ武道館より          | 8cmCD                | PCDA-00312           |                      |
| 28th                       | 1992年11月20日       | Alone                  | 少年                                         | 8cmCD                | PCDA-00389           |                      |
| 29th                       | 1993年3月19日        | 夢の時間               | 鳥                                           | 8cmCD                | PCCA-00441           |                      |
| 30th                       | 1994年6月17日        | それを恋人と呼べば     | 北の旅人                                     | 8cmCD                | PCDA-00605           |                      |
| 31st                       | 1994年12月7日        | 愛を宿して             | 君への誓い                                   | 8cmCD                | PCDA-00676           |                      |
| 32nd                       | 1995年2月17日        | あの日から             | 通り雨                                       | 8cmCD                | PCDA-00693           |                      |
| 33rd                       | 1995年7月5日         | ひと夏のしずく         | Summer♪Angel                                 | 8cmCD                | PCDA-00741           | 87位                 |
| 34th                       | 1996年6月21日        | 初恋は夢のように       | 風のページ                                   | 8cmCD                | PCDA-00875           |                      |
| 35th                       | 1997年12月17日       | 風のように星のように   | 風のように星のように（オリジナル・カラオケ） | 8cmCD                | PCDA-01022           |                      |
| 36th                       | 1998年4月29日        | わたしの花を咲かせたい | 俺らはハイ・ハイ・ハイ                       | 8cmCD                | PCDA-01055           |                      |
| 37th                       | 1999年4月21日        | 夕暮れまで             | おかえりなさい                               | 8cmCD                | PCDA-01159           |                      |
| 日本クラウン / PANAM       |                      |                        |                                              |                      |                      |                      |
| 38th                       | 2001年7月5日         | 息子                   | 幼い日に                                     | Maxi                 | CRCP-71              |                      |
| 38th                       | 2001年7月5日         | 息子                   | 満天の星                                     | Maxi                 | CRCP-71              |                      |
| 38th                       | 2002年7月3日         | あゝ旅の宿             | 心ひととき                                   | Maxi                 | CRCP-94              |                      |
| 39th                       | 2002年7月3日         | 国境の風               | さよなら おやすみ                            | Maxi                 | CRCP-510             | 49位                 |
| 40th                       | 2004年8月25日        | たどり着く言葉         | LOVE & PEACE                                 | Maxi                 | CRCP-539             |                      |
| 40th                       | 2004年8月25日        | たどり着く言葉         | ギターを鳴らせ                               | Maxi                 | CRCP-539             |                      |
| 41st                       | 2007年3月7日         | 恋 はるか              | 友の唄が聴こえる                             | Maxi                 | CRCP-10166           | 168位                |
| 41st                       | 2007年3月7日         | 恋 はるか              | まごころに生きる                             | Maxi                 | CRCP-10166           | 168位                |
| 42nd                       | 2009年9月2日         | 二人のラプソディ       | 風に吹かれて再会編                           | Maxi                 | CRCP-577             |                      |
| 43rd                       | 2014年3月19日        | からたちの小径         | 神田川（2014年新録音）                       | Maxi                 | CRCP-584             | 89位                 |
| 44th                       | 2015年6月10日        | 微笑みに出会うために   | 元気でね                                     | Maxi                 | CRCP-587             |                      |

#### デュエットシングル
| 名義                                  | 発売日        | タイトル           | c/w                        | 規格   | 規格品番   | オリコン 最高位 | 発売元                       |
| ------------------------------------- | ------------- | ------------------ | -------------------------- | ------ | ---------- | --------------- | ---------------------------- |
| 南こうせつ & ジョン・デンバー         | 1990年10月3日 | 岩を砕く花のように | CARELESSLY                 | 8cmCD  | PCDA-00114 |                 | ポニーキャニオン             |
| 板尾こうせつ （板尾創路・南こうせつ） | 2010年3月10日 | 君とボクと         | 君とボクと（Instrumental） | CD+DVD | YRCN-90106 | 109位           | よしもとアール・アンド・シー |

### シングル（その他）
1. 空よ大地よ（全国障害者スポーツ大会テーマソング）
2. AIZU その名の情熱（会津若松市イメージソング） - JR会津若松駅の発車メロディとしても使用。
3. 風の贈り物（土浦市イメージソング） - JR土浦駅の発車メロディとしても使用。
4. 星空のラブソング（安城七夕まつりイメージソング）

### アルバム

#### オリジナル・アルバム
| 枚                         | 発売日               | タイトル               | 形態                 | 規格品番             | オリコン 最高位      |
| 日本クラウン / PANAM       | 日本クラウン / PANAM | 日本クラウン / PANAM   | 日本クラウン / PANAM | 日本クラウン / PANAM | 日本クラウン / PANAM |
| -------------------------- | -------------------- | ---------------------- | -------------------- | -------------------- | -------------------- |
| 1st                        | 1975年7月15日        | かえり道               | LP                   | GW-4014              | 2位                  |
| 2nd                        | 1976年3月5日         | ねがい                 | LP                   | GW-4019              | 2位                  |
| 3rd                        | 1977年6月25日        | 今こころのままに       | LP                   | GW-4030              | 1位                  |
| 4th                        | 1978年11月25日       | こんな静かな夜         | LP                   | GWS-4003             | 1位                  |
| 日本クラウン / ORPLID      |                      |                        |                      |                      |                      |
| 5th                        | 1979年11月5日        | 旅立てばそこから男     | LP                   | OPL-1005A            | 4位                  |
| キャニオン・レコード / SOH |                      |                        |                      |                      |                      |
| 6th                        | 1981年4月25日        | MY HEART               | LP                   | C28A-0158            | 11位                 |
| 7th                        | 1982年2月21日        | ひとりごと             | LP                   | C28A-0206            | 12位                 |
| 8th                        | 1983年3月21日        | SEASIDE STORY          | LP                   | C28A-0264            | 34位                 |
| 8th                        | 1983年9月21日        | SEASIDE STORY          | CD                   | D35A-0015            |                      |
| 9th                        | 1984年2月21日        | 帰郷                   | LP                   | C28A-0315            | 28位                 |
| 9th                        | 1984年9月21日        | 帰郷                   | CD                   | D35A-0040            |                      |
| 10th                       | 1986年2月21日        | 僕は緑の風             | LP                   | C28A-0470            | 54位                 |
| 10th                       | 1986年2月21日        | 僕は緑の風             | CD                   | D32A-0160            | 54位                 |
| 11th                       | 1987年6月21日        | 翔びそこねていた君へ   | LP                   | C28A-0576            | 87位                 |
| 11th                       | 1987年6月21日        | 翔びそこねていた君へ   | CD                   | D32A-0294            | 87位                 |
| ポニーキャニオン / SOH     |                      |                        |                      |                      |                      |
| 12th                       | 1989年9月6日         | stéla                  | CD                   | D27A-1049            |                      |
| 13th                       | 1990年6月21日        | サマーピクニック       | CD                   | PCCA-00087           |                      |
| 14th                       | 1991年9月21日        | 帰れない季節           | CD                   | PCCA-00307           |                      |
| 15th                       | 1993年4月21日        | 夢の時間               | CD                   | PCCA-00441           |                      |
| 16th                       | 1995年7月21日        | 青春の日々             | CD                   | PCCA-00785           |                      |
| 17th                       | 1997年4月9日         | 心の虹                 | CD （HDCD）          | PCCA-01095           |                      |
| 18th                       | 1999年6月17日        | 夢の彼方へ             | CD                   | PCCA-01344           |                      |
| 日本クラウン / PANAM       |                      |                        |                      |                      |                      |
| 19th                       | 2003年4月23日        | ときのしらべ           | CD                   | CRCP-20325           |                      |
| 20th                       | 2007年9月12日        | 野原の上の雨になるまで | CD                   | CRCP-20407           | 199位                |
| 21st                       | 2019年2月13日        | いつも歌があった       | CD                   | CRCP-20560           | 81位                 |

#### ミニ・アルバム
| 枚                   | 発売日               | タイトル             | 形態                 | 規格品番             | オリコン 最高位      |
| 日本クラウン / PANAM | 日本クラウン / PANAM | 日本クラウン / PANAM | 日本クラウン / PANAM | 日本クラウン / PANAM | 日本クラウン / PANAM |
| -------------------- | -------------------- | -------------------- | -------------------- | -------------------- | -------------------- |
| 1st                  | 2011年10月5日        | 愛よ急げ             | CD                   | CRCP-20474           | 212位                |
| 2nd                  | 2014年7月2日         | からたちの小径       | CD                   | CRCP-20512           | 191位                |
| 3rd                  | 2021年9月8日         | 夜明けの風           | CD                   | CRCP-20578           | 94位                 |

#### ライブ・アルバム
| 枚                   | 発売日               | タイトル                                  | 形態                 | 規格品番             | オリコン 最高位      |
| 日本クラウン / PANAM | 日本クラウン / PANAM | 日本クラウン / PANAM                      | 日本クラウン / PANAM | 日本クラウン / PANAM | 日本クラウン / PANAM |
| -------------------- | -------------------- | ----------------------------------------- | -------------------- | -------------------- | -------------------- |
| 1st                  | 1976年7月10日        | GOOD VIBRATION Mr.Kohsetsu in 武道館      | LP                   | GWX-41/2             | 2位                  |
| 2nd                  | 2003年12月3日        | ライブ イン ニューヨーク at THE TOWN HALL | CD                   | CRCP-20339           |                      |
| 3rd                  | 2009年12月2日        | サマーピクニック フォーエバー in つま恋   | CD                   | CRCP-20445           | 190位                |
| 4th                  | 2015年2月4日         | サマーピクニック Love & Peace             | CD                   | CRCP-20517           | 247位                |
| 5th                  | 2020年2月5日         | サマーピクニック 〜さよなら、またね〜     | CD                   | CRCP-20565/6         | 197位                |

#### セルフカバー・アルバム
| 枚                     | 発売日                 | タイトル                           | 形態                   | 規格品番               | オリコン 最高位        |
| ポニーキャニオン / SOH | ポニーキャニオン / SOH | ポニーキャニオン / SOH             | ポニーキャニオン / SOH | ポニーキャニオン / SOH | ポニーキャニオン / SOH |
| ---------------------- | ---------------------- | ---------------------------------- | ---------------------- | ---------------------- | ---------------------- |
| 1st                    | 1988年7月21日          | HOME COMING                        | LP                     | C28A-0656              |                        |
| 1st                    | 1988年7月21日          | HOME COMING                        | CD                     | D32A-0381              |                        |
| 日本クラウン / PANAM   |                        |                                    |                        |                        |                        |
| 2nd                    | 2001年4月25日          | いつか来た道                       | CD （HDCD）            | CRCP-20269             |                        |
| 3rd                    | 2009年5月8日           | ポロシャツの頃〜青春のとりこぼし〜 | CD                     | CRCP-20440             | 171位                  |

#### カバー・アルバム
| 枚                     | 発売日                 | タイトル               | 形態                   | 規格品番               | オリコン 最高位        |
| ポニーキャニオン / SOH | ポニーキャニオン / SOH | ポニーキャニオン / SOH | ポニーキャニオン / SOH | ポニーキャニオン / SOH | ポニーキャニオン / SOH |
| ---------------------- | ---------------------- | ---------------------- | ---------------------- | ---------------------- | ---------------------- |
| 1st                    | 1993年11月19日         | フォークソング         | CD                     | PCCA-00505             |                        |

#### 公式ベスト・アルバム
| 枚                         | 発売日                     | タイトル                                    | 形態                       | 規格品番                   | オリコン 最高位            |
| キャニオン・レコード / SOH | キャニオン・レコード / SOH | キャニオン・レコード / SOH                  | キャニオン・レコード / SOH | キャニオン・レコード / SOH | キャニオン・レコード / SOH |
| -------------------------- | -------------------------- | ------------------------------------------- | -------------------------- | -------------------------- | -------------------------- |
| 1st                        | 1985年3月21日              | KOHSETSU MINAMI BEST SELECTION 夢のはじまり | LP                         | C28A-0401                  |                            |
| 1st                        | 1985年3月21日              | KOHSETSU MINAMI BEST SELECTION 夢のはじまり | CD                         | D32A-0061                  |                            |
| ポニーキャニオン / SOH     |                            |                                             |                            |                            |                            |
| 2nd                        | 1995年8月19日              | 25th Anniversary KOSETSU BEST               | CD                         | PCCA-00789                 |                            |
| BerryfarmRecords           |                            |                                             |                            |                            |                            |
| 3rd                        | 2002年9月15日              | THE ULTIMATE SELECTIONS                     | CD                         |                            |                            |
| 日本クラウン / PANAM       |                            |                                             |                            |                            |                            |
| 4th                        | 2005年6月22日              | songs of the best ギターを鳴らせ            | CD                         | CRCP-20376                 |                            |
| 5th                        | 2009年5月8日               | 南こうせつの40曲                            | CD                         | CRCP-20437/9               | 156位                      |
| 6th                        | 2019年2月13日              | 南こうせつの50曲                            | CD                         | CRCP-20557/9               | 80位                       |

#### 非公式ベスト・アルバム
| 枚                   | 発売日               | タイトル                              | 形態                 | 規格品番             | オリコン 最高位      |
| 日本クラウン / PANAM | 日本クラウン / PANAM | 日本クラウン / PANAM                  | 日本クラウン / PANAM | 日本クラウン / PANAM | 日本クラウン / PANAM |
| -------------------- | -------------------- | ------------------------------------- | -------------------- | -------------------- | -------------------- |
| 1st                  | 1980年9月15日        | グレイテスト・ヒッツ                  | LP                   | POL-4002             | 19位                 |
| 2nd                  | 1982年12月25日       | 作品集                                | LP                   | GWX-141              | 78位                 |
| 3rd                  | 1982年12月25日       | 南こうせつ BEST SELECTION 12 MEMORIES | CD                   | 35CDC-2005           |                      |
| ポニー               |                      |                                       |                      |                      |                      |
| 4th                  | 1986年12月5日        | SUPER BEST                            | CD                   | D32P-6029            |                      |
| 5th                  | 1987年8月5日         | 南こうせつ best                       | CD                   | D32P-6101            |                      |
| ポニーキャニオン     |                      |                                       |                      |                      |                      |
| 6th                  | 1987年11月21日       | 南こうせつ BEST                       | CD                   | D32P-6155            |                      |
| 日本クラウン / PANAM |                      |                                       |                      |                      |                      |
| 7th                  | 1987年12月5日        | 17SONGS                               | CD                   | ZL-95                |                      |
| 8th                  | 1989年10月4日        | 南こうせつ ベスト                     | CD                   | ZL-5003              |                      |
| 9th                  | 1991年3月21日        | 南こうせつベスト 17SONGS              | CD                   | CRCP-28042           |                      |
| ポニーキャニオン     |                      |                                       |                      |                      |                      |
| 10th                 | 1992年1月21日        | THE BEST                              | CD                   | PCCA-00344           |                      |
| 日本クラウン / PANAM |                      |                                       |                      |                      |                      |
| 11th                 | 1992年7月23日        | ベスト15                              | CD                   | CRCP-28054           |                      |
| 12th                 | 1992年10月21日       | 南こうせつ全曲集                      | CD                   | CRCP-28068/9         |                      |
| 12th                 | 1994年11月21日       | 南こうせつ全曲集〜夢一夜              | CD                   | CRCP-28093           |                      |
| 12th                 | 1995年10月21日       | 南こうせつ全曲集                      | CD                   | CRCP-28100           |                      |
| 13th                 | 1993年9月21日        | ベストヒット                          | CD                   | CRCP-28086           |                      |
| 14th                 | 1996年10月23日       | オール・ザ・ベスト                    | CD                   | CRCP-28108           |                      |
| 15th                 | 1998年3月4日         | スーパーセレクト 南こうせつ ベスト35  | CD                   | CRCP-28116/7         |                      |
| 16th                 | 1998年9月23日        | ベスト・ヒット16 〜夢一夜・夏の少女〜 | CD                   | CRCP-28126           |                      |
| 17th                 | 2003年5月1日         | 南こうせつ セレクション               | CD                   | CRCP-20318           |                      |
| ポニーキャニオン     |                      |                                       |                      |                      |                      |
| 18th                 | 2015年6月17日        | プラチナムベスト 南こうせつ           | UHQCD                | PCCA-50201           | 296位                |

### 映像作品
| 枚                     | 発売日                 | タイトル                              | 形態                   | 規格品番               | オリコン 最高位        |
| ポニーキャニオン / SOW | ポニーキャニオン / SOW | ポニーキャニオン / SOW                | ポニーキャニオン / SOW | ポニーキャニオン / SOW | ポニーキャニオン / SOW |
| ---------------------- | ---------------------- | ------------------------------------- | ---------------------- | ---------------------- | ---------------------- |
| 1st                    | 1990年10月21日         | 夏日記“私のサマーピクニック”          | VHS                    | PCVP-10336             |                        |
| 1st                    | 1990年10月21日         | サマーピクニックFINAL・ドキュメント   | VHS                    | PCVP-10337             |                        |
| 1st                    | 1990年10月21日         | サマーピクニック・セット              | VHS                    | PCVP-10338             |                        |
| 日本クラウン / PANAM   |                        |                                       |                        |                        |                        |
| 2nd                    | 2008年5月7日           | コンサート・イン・武道館2008          | DVD                    | CRBP-14/6              | 143位                  |
| 3rd                    | 2015年2月4日           | サマーピクニック Love & Peace         | DVD                    | CRBP-17                | 103位                  |
| 4th                    | 2020年2月5日           | サマーピクニック 〜さよなら、またね〜 | DVD                    | CRBP-22                | 53位                   |

### タイアップ曲
| 楽曲                            | タイアップ                                                                            | 収録作品                                           | 時期   |
| ------------------------------- | ------------------------------------------------------------------------------------- | -------------------------------------------------- | ------ |
| 夢一夜                          | 資生堂 '78年冬のキャンペーンソング                                                    | シングル「夢一夜」                                 | 1978年 |
| 旅立つ想い                      | フジテレビ系ドラマ『ご近所の星』主題歌                                                | シングル「旅立つ想い」                             | 1979年 |
| 友ありて                        | 東宝映画『海峡』主題歌                                                                | シングル「友ありて」                               | 1982年 |
| 青い旅人                        | フジテレビ系金曜劇場『別れていい友』テーマ曲                                          | シングル「青い旅人」                               | 1983年 |
| 帰郷                            | フジテレビ系金曜劇場『別れていい友』テーマ曲                                          | シングル「青い旅人」                               | 1983年 |
| ワイルド・ワン                  | 国際スポーツフェア イメージソング                                                     | シングル「ワイルド・ワン」                         | 1984年 |
| ワイルド・ワン                  | フィルムリンク制作/東宝東和配給『プロ野球を10倍楽しく見る方法PART2』主題歌            | シングル「ワイルド・ワン」                         | 1984年 |
| ひとときの別れ                  | TBS系テレビ金曜8時『東中学3年5組』主題歌                                              | シングル「ひとときの別れ」                         | 1984年 |
| めぐる春                        | 日本テレビ系全国ネット カネボウ・ヒューマンスペシャル『かんころもちの島で』 主題歌    | シングル「めぐる春」                               | 1985年 |
| ふたりの物語                    | AJINOMOTO『ほんだし』イメージソング                                                   | シングル「ふたりの物語」                           | 1986年 |
| 君が泣いた日                    | AJINOMOTO『ほんだし』CFイメージソング                                                 | シングル「君が泣いた日」                           | 1987年 |
| 北の旅人                        | NHK札幌『北海道中ひざくりげ』主題歌                                                   | シングル「北の旅人」                               | 1987年 |
| あの日の空よ                    | サマーピクニック・テーマソング                                                        | シングル「あの日の空よ」                           | 1990年 |
| 僕は風になりたい                | FNS九州8局ネット「We Love 九州」イメージソング                                        | アルバム『サマーピクニック』                       | 1990年 |
| 星のデッキにしゃがんで          | 郵便局の学資保険 CMイメージソング                                                     | シングル「星のデッキにしゃがんで」                 | 1992年 |
| 見えない贈物                    | miki HOUSE CMイメージソング                                                           | シングル「星のデッキにしゃがんで」                 | 1992年 |
| ありがとう                      | 資生堂カラーリンスナチュラル CMイメージソング                                         | シングル「ありがとう」                             | 1992年 |
| Alone                           | テレビ東京系『徳光のTVコロンブス』エンディングテーマ                                  | シングル「Alone」                                  | 1992年 |
| 夢の時間                        | セシール第1回制作映画『結婚』主題歌                                                   | シングル「夢の時間」                               | 1993年 |
| それを恋人と呼べば              | TaKaRa「純 レジェンド」CMソング                                                       | シングル「それを恋人と呼べば」                     | 1994年 |
| 愛を宿して                      | テレビ東京系12時間ドラマ『豊臣秀吉・天下を獲る!』主題歌                               | シングル「愛を宿して」                             | 1995年 |
| 君への誓い                      | メガネのヨネザワ イメージ・ソング                                                     | シングル「愛を宿して」                             | 1995年 |
| あの日から                      | フジテレビ系『よ!大将みっけ』エンディングテーマ                                       | シングル「あの日から」                             | 1995年 |
| そんなに悲しくなるのなら        | NHK福岡『南こうせつの向こう8県両隣』エンディングテーマ                                | アルバム『青春の日々』                             | 1995年 |
| 初恋は夢のように                | 雪印北海道バター CMソング                                                             | シングル「初恋は夢のように」                       | 1996年 |
| 僕の鏡                          | NHK福岡ワンダーランド九州『こうせつの金印テレビ』エンディングテーマ                   | アルバム『心の虹』                                 | 1997年 |
| PLANT A TREE 〜そこに一本の木〜 | “PLANT A TREE PLANT LOVE” テーマソング                                                | アルバム『心の虹』                                 | 1997年 |
| 風のように星のように            | 九州・沖縄地区「ラジオ新時代キャンペーンふるさとの歌詞」グランプリ曲                  | シングル「風のように星のように」                   | 1997年 |
| わたしの花を咲かせたい          | テレビ東京系ドラマシリーズ・家族『飛んで火に入る春の嫁』主題歌                        | シングル「わたしの花を咲かせたい」                 | 1998年 |
| 俺らはハイ・ハイ・ハイ          | NHK『BS日本のうた フォーク大集合』南こうせつとアコースティック・フレンズ テーマソング | シングル「わたしの花を咲かせたい」                 | 1998年 |
| おかえりなさい                  | ユニバーサルホーム CMソング                                                           | シングル「夕暮れまで」                             | 1999年 |
| きらり                          | 朝日放送・テレビ朝日系『にっぽん菜発見 そうだ、自然に帰ろう』エンディングテーマ       | ベストアルバム『songs of the best ギターを鳴らせ』 | 2005年 |
| 恋 はるか                       | NHKラジオ深夜便「深夜便のうた」より                                                   | シングル「恋 はるか」                              | 2007年 |
| 君を愛したい                    | 朝日放送・テレビ朝日系『にっぽん菜発見 そうだ、自然に帰ろう』エンディングテーマ       | アルバム『野原の上の雨になるまで』                 | 2007年 |
| 二人のラプソディ                | テレビ東京系『ミューズの晩餐』エンディングテーマ                                      | シングル「二人のラプソディ」                       | 2009年 |
| 君とボクと                      | 日本テレビ系『連続ドラマ小説 木下部長とボク』主題歌                                   | デュエットシングル「君とボクと」                   | 2010年 |
| 微笑みに出会うために            | 東和薬品「ワタシの、センタク。」CMソング                                              | シングル「微笑みに出会うために」                   | 2015年 |

### CD未販売曲
- 夕焼け貝がら[32] - NHK『みんなのうた』1988年8月 - 9月放送
  - 作詞、作曲、歌唱を担当。南こうせつソロでは唯一の『みんなのうた』出演楽曲。
  - 映像は影絵劇団の劇団影ぼうしが『みんなのうた』初登板となる。
  - 1988年12月28日にNHK総合で放送された『みんなのうたチャリティーコンサート』で南こうせつが出演し、本曲を弾き語りで歌った。
  - 1990年8月20日に放送された『愉快にオンステージ』（当時NHKで放送された公開バラエティ）のスペシャル版『特集・愉快にオンステージ』では、レギュラー出演者である堺正章・木の実ナナ・山田邦子・西田敏行・南こうせつ・武田鉄矢（元「海援隊」）が集まった「みんなのうたメドレー」で、南こうせつが本曲を歌った。
  - 『みんなのうた』の楽曲のオムニバスアルバムにはエブリバディによるカバー音源のみ収録、南こうせつ歌唱のオリジナル版は音源化されていない。

## 提供楽曲
- 伊藤つかさ「少女人形」（作曲のみ、作詞：浅野裕子）「童話色」、「私はブルーバード」（いずれも作曲のみ）
- 大竹しのぶ「こころくん こころさん」（作曲のみ、作詞：つかこうへい）
- 柏原芳恵「黄昏通り」「約束」（作曲のみ、作詞：竜真知子）
- 小泉今日子「Candy Kiss」（作曲のみ、作詞：湯川れい子）
- 小西博之・清水由貴子「銀座の雨の物語」（作曲のみ、作詞：阿久悠）
- 榊原郁恵「雨音に口づけを」（作曲のみ、作詞：伊勢正三）
- さだまさし「歌紡ぎの小夜曲（セレナーデ）」（作曲のみ、作詞：さだまさし）
- 3B junior「七色のスターダスト」（作詞：伊勢正三と共作、作曲）- オリコン週間2位
- 島倉千代子「からたちの小径」（作詞：喜多條忠と共作、作曲）
- 田口清「北恋歌」（作曲、作詞：畑正憲）
- ダークダックス「同じ窓から」（作曲のみ、作詞：伊藤アキラ）
- テレサ・テン「ノスタルジア」（作曲のみ、作詞：松井五郎）
- 富田靖子「今日子」「よりみち」（作曲のみ、作詞：松井五郎）
- 中山圭子「パパが私を愛してる」（作曲のみ、作詞：阿木燿子）
- はたあすみ「いつもしあわせ」「マイ・フレンド」（作曲のみ、作詞：畑正憲）
- 藤あや子「夢のまにまに」（作曲・プロデュース、作詞：売野雅勇）
- 雪村いづみ「可愛いい女」（作曲のみ、作詞：松本一起）
- ロブバード「素顔のあなたが好き」（作曲のみ、作詞：畑正憲）

## 出演番組

### テレビドラマ
- 東中学3年5組（1984年） - 主演・理科担当教師 役

### テレビ番組
- なるほど!ザ・ワールド（1990年代、フジテレビ） - ナレーター
- フォーク大集合（2000年、NHK BS2・ハイビジョン試験放送→NHK BShi）
- プレミア音楽祭（2011年7月1日） - 司会
- ザ・フォークソング〜青春のうた〜（2014年8月10日・8月17日、NHK BSプレミアム）[33] - 司会
- 南こうせつの素顔〜おいちゃんの今〜 林部智史 音楽を訪ねて（2025年3月30日〈初回放送〉、歌謡ポップスチャンネル）[34]

### NHK紅白歌合戦出場歴
| 年度/放送回              | 回 | 曲目             | 出演順 | 対戦相手             |
| ------------------------ | -- | ---------------- | ------ | -------------------- |
| 1992年（平成4年）/第43回 | 初 | 神田川           | 04/28  | イルカ               |
| 1993年（平成5年）/第44回 | 2  | 妹               | 07/26  | 由紀さおり・安田祥子 |
| 1995年（平成7年）/第46回 | 3  | 上を向いて歩こう | 21/25  | 田村直美             |
| 1996年（平成8年）/第47回 | 4  | 夢一夜           | 15/25  | 杏里                 |
| 1997年（平成9年）/第48回 | 5  | うちのお父さん   | 10/25  | 長山洋子             |
| 2024年（令和6年）/第75回 | 6  | 神田川（2回目）  | 18/21  | イルカ（2）          |

注意点
- 出演順は「出演順/出場者数」で表す。

### ラジオ番組
- こうせつと仲間たち（NHKラジオ第1放送、隔週火曜日、2009年3月31日 - ）
- ラジオ深夜便（2005年3月20日 NHK80周年・深夜便15周年スペシャル「シンガーソングライターの時代」） - ゲスト
- フォークタウンyyy（TBSラジオ）
- どんとこい!電リク大進撃（TBSラジオ）
- ヤングスタジオLOVE（TBSラジオ）
- 南こうせつのこちら地球村放送局（文化放送）
- 南こうせつのオールナイトニッポン（ニッポン放送、木曜1部 1975年4月 - 1976年12月・1978年4月 - 1979年3月）
- 南こうせつ 星のみちくさ帰り道（ニッポン放送、1980年初頭? 日曜22:00 - 22:30）
- 南こうせつの思いっきりDo曜日!（ニッポン放送27局ネット） - 沢田富美子と共演
- こうせつ・郁恵のまんてんナイト キラキラ放送局（ニッポン放送）
- オールナイトニッポンアゲイン（ニッポン放送、2007年1月21日） - ゲスト
- 東和薬品Presents ワタシの、センタク。（ニッポン放送、NRN加盟局の一部でも放送）
- 南こうせつの夢のかよひ路（RKB毎日放送他九州・沖縄のJRN系ネット、1996年10月 - 2007年4月1日）
- 南こうせつ大きな空の木の下で（RKB毎日放送他九州・沖縄のJRN系ネット）
- 南こうせつ 週末はログハウスで（JFN、 - 2009年6月28日）

### CM
- 味の素（1980年代後半） - 夫婦で出演
- 資生堂「カラーリンス」（1991年）
- ハウス食品（1992年）
- 日清オイリオグループ「日清オイリオギフト 唄で交流'10冬篇」（2010年） - 城島茂、山口達也と共演
- うすき製薬 「後藤散かぜ薬」 - CMソングはかぐや姫の『僕の胸でおやすみ』
- メガネのヨネザワ
- 東和薬品 「ワタシの、センタク。」（2014年11月 - 、） - 黒柳徹子と共演
- ユニバーサルホーム

## CD BOOK
- 『今語る あの時 あの歌 南こうせつ―旅の7章―』interview&text 石原信一 アートデイズ2006 ISBN 4-86119-063-0

## 関連人物
- 伊勢正三
- 山田つぐと（山田パンダ）
- イルカ（フォーク歌手）
- 風（フォーク・デュオ）
- 喜多條忠（作詞家）
- 岡本おさみ（作詞家）
- 吉田拓郎
- 富田靖子（アルバム『だるまさんがころんだ』に楽曲を提供）